# タチバナロク
タチバナロク（3月16日 - ）は、日本の漫画家。

## 来歴
2010年に『ネバーランド』で第二回角川漫画新人賞準大賞を受賞。同作は『月刊少年エース』（KADOKAWA）2010年6月号に掲載。その後、『ヤングエース』（同）において『恋愛しませんか』『犬神さんと猿飛くんは仲が悪い。』 を連載。2015年より『まんがタイムスペシャル』（芳文社）にて『可愛い上司を困らせたい』を連載し、同誌の休刊後は『まんがタイムオリジナル』（同）にて発表している。また「タチロク」名義で同人誌も刊行している。

## 作品リスト

### 漫画作品

#### 連載
- 恋愛しませんか？（『ヤングエース』2012年4月号[2] - 2013年9月号）
- 犬神さんと猿飛くんは仲が悪い。（『ヤングエース』2014年3月号[3] - 2015年9月号）
- 可愛い上司を困らせたい（『まんがタイムスペシャル』2015年6月号[4] - 2019年12月号[5]→『まんがタイムオリジナル』2020年1月号 - 2024年9月号[6]） - ゲスト掲載[4]から連載化[7]。
- また、片想う。（『月刊少年エース』2016年9月号[8] - 2018年9月号）
- 月刊トリレンマ（原作：橿原まどか、『ウルトラジャンプ』2025年3月号[9] - ）

#### 読み切り
- いきなり戦国嫁（『グランドジャンプむちゃ』2022年11月号[10]）

### 書籍
- 『恋愛しませんか？』、角川書店→KADOKAWA〈角川コミックス・エース〉2012年 - 2013年、全3巻
  1. 2012年9月29日発売[11]、ISBN 978-4-04-120460-3
  2. 2013年2月28日発売[12]、ISBN 978-4-04-120588-4
  3. 2013年10月2日発売[13]、ISBN 978-4-04-120878-6
- 『犬神さんと猿飛くんは仲が悪い。』、KADOKAWA〈角川コミックス・エース〉2014年 - 2015年、全3巻
  1. 2014年9月4日発売[14]、ISBN 978-4-04-102020-3
  2. 2015年3月4日発売[15]、ISBN 978-4-04-102798-1
  3. 2015年10月3日発売[16]、ISBN 978-4-04-103450-7
- 『可愛い上司を困らせたい』、芳文社〈まんがタイムコミックス〉2016年 - 2024年、全8巻
  1. 2016年10月6日発売[7][17]、ISBN 978-4-8322-5528-9
  2. 2017年10月17日発売[17]、ISBN 978-4-8322-5632-3
  3. 2019年1月7日発売[17]、ISBN 978-4-8322-5740-5
  4. 2020年5月7日発売[17]、ISBN 978-4-8322-5790-0
  5. 2021年5月7日発売[17]、ISBN 978-4-8322-5829-7
  6. 2022年7月7日発売[17]、ISBN 978-4-8322-5872-3
  7. 2023年8月7日発売[17]、ISBN 978-4-8322-5910-2
  8. 2024年10月7日発売[17]、ISBN 978-4-8322-5954-6
- 『また、片想う。』、KADOKAWA〈角川コミックス・エース〉2017年 - 2018年、全3巻
  1. 2017年3月25日発売[18][19]、ISBN 978-4-04-105356-0
  2. 2017年10月26日発売[20]、ISBN 978-4-04-105892-3
  3. 2018年11月26日発売[21]、ISBN 978-4-04-106561-7
- 『月刊トリレンマ』、集英社〈ヤングジャンプ コミックス〉2025年 - 、既刊1巻（2025年7月17日現在）
  1. 2025年7月17日発売[22][23]、ISBN 978-4-08-893757-1

### その他
- ドラドラ応援イラスト小冊子（2017年[24]）描きおろしイラスト[24]